# Praxiphanes
Praxiphanes (Oudgrieks: Πραξιφάνης) van Mytilene was een peripatetisch wijsgeer uit de eerste helft van de 3e eeuw v.Chr.

## Biografie
Praxiphanes leefde in de tijd van Demetrius Poliorcetes en Ptolemaeus I Soter, was leerling en vriend van Theophrastus (rond 322 v.Chr.) en lange tijd werkzaam op Rhodus. Daarna opende hij een eigen school, waarvan volgens de overlevering Epicurus een leerling was.

## Werken en betekenis
De weinige bewaard gebleven fragmenten van Praxiphanes’ werken geven meer blijk van filologische dan van filosofische belangstelling. Reeds in de klassieke oudheid werd hij door sommigen, in één adem met Aristoteles, als de eigenlijke grondlegger van de wetenschappelijke filologie beschouwd. Zijn dialoog Περὶ ποιητῶν (Over dichters), waarin Plato en Isocrates als gesprekspartners optraden, riep de kritiek van Callimachus op, die er op antwoordde met een werk Πρὸς Πραξιφάνην. Verder zou hij dialogen Περὶ ἱστορίας (Over geschiedenis) en Περὶ φιλίας (Over vriendschap) geschreven hebben, alsook kritische notities bij Homerus’ Ilias, de gedichten van Hesiodus en Plato’s Timaeus.